# Laranja da Terra
Laranja da Terra is een gemeente in de Braziliaanse deelstaat Espírito Santo. De gemeente telt 11.136 inwoners (schatting 2009).
De gemeente grenst aan Baixo Guandu, Afonso Cláudio, Itaguaçu, Itarana en Minas Gerais.